# Nestor dos Santos
Nestor dos Santos ( – 1986) foi um político brasileiro.
Casou com Aynidia Cabral de Oliveira dos Santos.
Foi candidato a deputado estadual para a Assembleia Legislativa de Santa Catarina pelo Partido Social Progressista (PSP), recebendo 1.726 votos, ficando 2º suplente do seu partido e foi convocado para a 5ª Legislatura (1963-1967).